# Новокирпичное
Новокирпичное (каз. Новокирпичное) — упразднённое село в Атырауской области Казахстана. Находилось в подчинении городской администрации Атырау. Входило в состав Геологского сельского округа. Упразднено в 2019 г. Код КАТО — 231039400.

## Население
В 1999 году население села составляло 276 человек (126 мужчин и 150 женщин). По данным переписи 2009 года, в селе проживало 211 человек (108 мужчин и 103 женщины).